# Теорія всього (філософія)
Тео́рія всьо́го у філософії — термін для позначення всеосяжної філософської концепції, яка описує природу або буття всього сущого. Термін «теорія всього» запозичено з фізики, в якій довго тривають спроби побудувати теорію, яка описує всі відомі фундаментальні взаємодії. Філософська теорія всього, на думку ряду філософів, повинна відповідати на такі питання, як «Чому осягнена реальність?», «Чому закони природи саме такі?», «Чому будь-що взагалі існує?» тощо.

## Підходи до створення теорії в різних філософських системах
Спроби створення єдиної філософської «теорії всього» можна знайти ще в працях Платона й Арістотеля. Новий імпульс до створення теорії дала філософія Нового часу, перш за все — метафізика XVII—XVIII століть. Прагнення до створення цілісної філософської картини світу простежується в працях Р. Декарта, Б. Спінози, «Монадології» Г. Лейбніца, а також філософській системі Гегеля і філософії процесу А. Вайтгеда. Нині до вироблення теорії всього підходять у рамках структурно-системної філософії, зокрема в роботах Лоренца Пантела «Структура і буття» (англ. Structure and Being, 2008) і «Буття і бог» (англ. Being and God, 2011) та Алана Вайта «На шляху до філософської теорії всього» (англ. Toward a Philosophical Theory of Everything, 2014), але жодна з них не може претендувати на побудову завершеної теорії.
Існує також точка зору, що розробка теорії всього лежить поза колом філософських проблем, а є завданням природничих наук. Стівен Гокінг у своїй книзі «Коротка історія часу», де наведено лише одну математичну формулу E=mc², зазначав, що навіть якби у нас була теорія всього, вона зовсім не обов'язково має являти собою набір рівнянь. «Що вдихає вогонь у рівняння і робить Всесвіт для того, щоб бути описаним ними?».

## Підхід Ніколаса Решера

### Властивості і суперечність самообґрунтування
Свій підхід до розробки філософської теорії всього запропонував американський філософ Ніколас Решер у праці «Ціна остаточної теорії» (англ. The Price of an Ultimate Theory), вперше опублікованій 2000 року. В ній Решер формулює свою точку зору на набір властивостей, які повинна мати теорія всього і описує суперечності на шляху створення такої теорії.

### Властивості

#### Принцип достатньої підстави
Як передумова береться принцип достатньої підстави, який у формулюванні Решера говорить, що кожен факт t має пояснення t':
{\displaystyle \forall t\,\exists t'\,(t'\ E\ t)}
де Е — предикат пояснення, таким чином t' E t означати «t' пояснює t».

### Повнота
Далі, Решер стверджує, що найбільш прямим і природним шляхом побудови теорії всього T* було б використання двох найважливіших функцій: повноти і остаточності. Повнота означає, що там, де є факт t, T* дає йому пояснення:
{\displaystyle \forall t\,(T^{*}\ E\ t)}.

### Остаточність
Остаточність означає, що як «остаточна теорія», T* не має глибшого пояснення:
{\displaystyle \forall t\,((t\ E\ T^{*})\to (t=T^{*}))}
і, таким чином, що єдиним можливим поясненням T* є сама T*.

### Нециклічність
Решер зазначає, що проблематично розвернути теорію для власного пояснення; суттю адекватності пояснення, на його думку, є принцип нециклічності — тобто жоден факт не може пояснити сам себе:
{\displaystyle \nexists t\,(t\ E\ t)}.

#### Суперечність
Таким чином, виникає суперечність: два найважливіших принципи теорії всього, повнота і завершеність, суперечать основоположному принципу нециклічності. Решер приходить до висновку, що будь-який учений, розробляючи теорію всього, має відкинути принцип нециклічності. Але в такому випадку, запитує Решер, яким чином теорія може адекватно обґрунтувати сама себе?

### Шляхи розвитку
У праці «Ціна остаточної теорії» Решер пропонує «роздвоїти» концепцію пояснення так, щоб факт можна було пояснити або «дериваційно» (через «шляхи», які ведуть до нього), або «системно» (через наслідки, які випливають із нього). У «дериваційному» підході, факт t пояснюється через включення в категорію фундаментальнішого факту t". У «системному» підході факт t пояснюється, коли він веде до найкращих наслідків, які можна виміряти — однаковість, простота, зв'язність, та інших критеріїв системної інтеграції . Решер приходить до висновку, що теорію всього не можна пояснити «дериваційно» (оскільки глибших категорій не може існувати), але може бути пояснена «системно» здатністю інтегрувати власні наслідки.
У своїй книзі 1996 року «Свідомий розум», Девід Чалмерс стверджує, що теорія всього має пояснювати феномен свідомості. і оскільки свідомість не зводиться до фізичних явищ, фундаментальна фізична теорія не може бути теорією всього. На його думку, по-справжньому остаточна теорія, має включати не тільки фізичні властивості і закони, а й феноменологічні властивості і психофізичні закони, що пояснюють зв'язок між фізичними процесами і свідомим досвідом. Він приходить до висновку, що якщо створити фундаментальну теорію свідомості на додаток до фундаментальної фізичної теорії у фізиці, то тоді ми дійсно можемо отримати теорію всього. Чалмерс вважає, що розробка такої теорії буде непростою, але це має бути в принципі можливо.
В есе «Пролегомени до будь-яких майбутніх філософій» (англ. Prolegomena to Any Future Philosophy), опублікованому 2002 року в «Журналі еволюції та технологій», Марк Вокер розглядає питання, як примирити «очевидну скінченність людини» з тим, що він називає «традиційним тілом філософії — об'єднання мислення і буття, щоб прийти до абсолютного знання в кінцевій теорії всього». Він протиставляє два підходи до вирішення цього питання: «дефляційний» підхід, за якого філософія «скорочена до чогось більш людського» і всі відмовилися від спроб побудови теорії всього, і «інфляційний», або трансгуманістичний підхід, за якого філософи за допомогою передових технологій «розширили» свій розум до рівня «надрозумних істот», щоб розробити цю теорію.

## Критика
У праці «Цілісне пояснення та ідея теорії великого об'єднання», спочатку представленій у вигляді лекції 1998 року, Решер виділяє два типи критики ідеї теорії всього: редукціонізм і позиція заперечення. Редукціоністський підхід виходить з того, що настільки масштабні філософські питання можна осмислено вирішити тільки поділивши на кілька менших компонентів, тоді як позиція заперечення зводиться до того, що сама постановка питання про створення теорії всього є неправомірною і в принципі неверифіковною. На критику редукціоністського спрямування Решер наводить аргументи, що пояснення окремих частин будь-чого не дає пояснення об'єкта в цілому, а на критику з позиції заперечення стверджує, що постановка питання важлива, і, очевидно, не безглузда.